# Санкт-Петербургский государственный университет ветеринарной медицины
Санкт-Петербургский государственный университет ветеринарной медицины (СПбГУВМ), ранее Санкт-Петербургская государственная академия ветеринарной медицины (СПБГАВМ), Ленинградский ветеринарный институт (ЛВИ), разг. Ветеринарка — старейшее высшее учебное заведение России по подготовке ветеринарных специалистов.

## История
Ветеринарная академия восходит к созданному в 1808 году ветеринарному отделению в рамках Императорской медико-хирургической академии. В 1873 году ветеринарное отделение было реорганизовано в институт при той же академии, который был закрыт в 1883 году.
Создание института в Петрограде началось с постановления коллегии Комиссариата здравоохранения коммуны Северной области от 21 сентября 1919 года. Было решено открыть лабораторию в составе 6 отделов, а совместно с Комиссариатом просвещения детально разработать положение об организации в Петрограде ветеринарно-зоотехнического института. 5 декабря 1918 года собралась учредительная комиссия по созданию в Северной области высшего ветеринарного учебного заведения. С 1924 года вуз стал называться Ленинградским ветеринарным институтом.

## Факультеты
- Ветеринарной медицины (очная, очно-заочная, заочная)
- Ветеринарно-санитарной экспертизы (очная, очно-заочная, заочная)
- Водных биоресурсов и аквакультуры
- Биоэкологии

## Здание
Академия располагается в бывшем здании богадельни Ремесленного общества, построенном в 1873—1874 гг. по проекту архитектора Г. И. Винтергальтера (перестраивалось в 1900—1902 гг. по проекту архитектора В. А. Пруссакова). Комплекс зданий Благотворительных учреждений Ремесленного общества (в составе: богадельня; Александро-Невская школа с домовой церковью; сад; ограда) распоряжением КГИОП № 10-346 от 26.06.2014 включен в Единый государственный реестр объектов культурного наследия (памятников истории и культуры) народов Российской Федерации в качестве памятника архитектуры регионального значения.

## Известные сотрудники
- Сперанская, Екатерина Николаевна — д.м.н., профессор, член-корреспондент АМН СССР.
- Веллер, Александр Абрамович
- Якимов, Василий Ларионович — профессор

## Известные выпускники
- Мурый, Анатолий Александрович — заслуженный ветеринар РСФСР.